# 吉川経夫
吉川 経夫（きっかわ つねお、1924年6月4日 - 2006年8月31日）は、日本の法学者。法政大学名誉教授（刑法）。京都府京都市出身。長男の純は弁護士。弟の進三は同志社大学教授。

## 人物
刑法学説の位置づけとしては、自由主義的でありながら、法律の権威を守ることも重視する、大場茂馬以来の後期旧派（後期古典派）の系譜に属する。
2006年8月31日19時、膵臓がんのため東京都内の自宅で死去。82歳没。

## 略歴

### 学歴
- 京都より東京に一時転居し、東京市第三荏原尋常小学校卒業
- 府立一中入学後、在学中に再度京都に転居したため京都一中に転校
- 旧制第三高等学校卒業
- 1944年 - 再度東京に転居。東京帝国大学法学部入学、終戦後に再々度京都に転居し京都大学に転校
- 1949年 - 京都大学法学部卒業[2]

### 職歴
- 1952年 - 法政大学法学部助教授
- 1962年 - 法政大学法学部教授
- 2004年 - 法政大学名誉教授

#### 学外における役職
- 1956年 - 刑法改正準備会委員（ - 1961年）
- 1963年 - 法制審議会刑事特別部会幹事（ - 1972年）
- 1963年 - 日本刑法学会常務理事（ - 1985年）

## 論文
- 「刑法学とマルクス主義」

## 著訳書
- 『刑法総論』（法文社、1954年）
- 『総合判例研究叢書(第5)刑法、各論(第5)（公務執行妨害罪における職務行為）』（有斐閣、1956年）
- （翻訳）『フランス刑事訴訟法典』（法務大臣官房司法法制調査部、1959年）
- （翻訳）『一九五九年フランス刑事訴訟法典』（法務大臣官房司法法制調査部、1959年）
- （翻訳）フリードリッヒ・シャフシュタイン著『ドイツ少年刑法』（法務省大臣官房司法法制調査部、1960年）
- （翻訳）『刑事基本法令改正資料第3号（フランス精神異常犯罪者法予備草案）』（法務省刑事局、1963年）
- （翻訳）マルク・アンセル著『新社会防衛論-人道主義的な刑事政策の運動』（法務省大臣官房司法法制調査部、1961年、一粒社、1968年）
- 『刑法総論』（法律文化社、1963年、3訂補訂版、1996年）
- 『刑事立法批判の論点』（法律文化社、1967年）
- （翻訳）『ドイツ刑法改正資料第8巻第3部（行刑法の改正比較法的研究）』（法務大臣官房司法法制調査部調査統計課、1968年）
- （編者）『刑事政策講義』（青林書院新社、1970年）
- 『刑法改正を考える-市民の立場からの批判』（ 実業之日本社、1974年）
- （小田中聡樹との共著）『治安と人権』（法律文化社、1974年）
- 『刑法改正と人権』（法律文化社、1976年）
- （翻訳）ボアソナード著『ボアソナード答問録』（法政大学出版局、1978年）
- 『刑法改正23講-改正草案による刑法入門』（日本評論社、1979年）
- 『刑法各論』（法律文化社、1982年）
- （編著）『刑法理論史の総合的研究』（日本評論社、1994年）
- （編者）『各国警察制度の再編』（法政大学出版局、1995年）
- 『刑事法廷証言録』（法律文化社、2005年）

- 『吉川経夫著作選集、第1-5巻、補巻』（法律文化社、2000-2003年）